# Robert Warthmüller

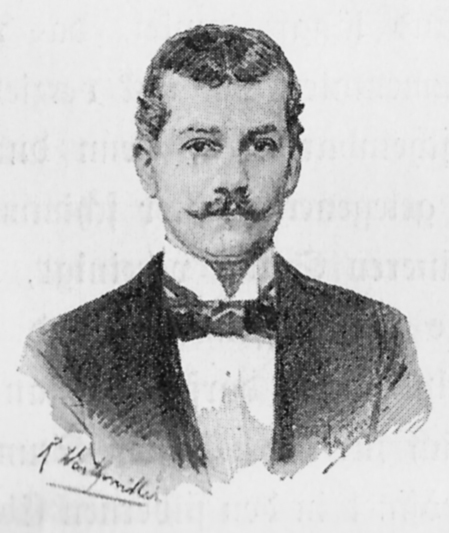
Robert Warthmüller

Robert Warthmüller Der König überall (1886), Deutsches Historisches Museum

Robert Warthmüller (* 16. Januar 1859 in Landsberg an der Warthe als Robert Müller; † 25. Juni 1895 in Berlin) war ein deutscher Maler.

## Leben und Karriere
Warthmüller wurde seines Sujets wegen auch als der „Fridericus-Maler“ bezeichnet. Denn besonders die historischen Darstellungen Friedrichs des Großen sind bekannt und beliebt, so „Der König überall“, auf welcher der König sich von der Durchsetzung seines Kartoffelbefehls überzeugte, „Friedrich der Große vor der Schlacht bei Roßbach“ oder „Friedrich unter seinen Grenadieren“.
Warthmüller erhielt seine Ausbildung an der Hochschule für die bildenden Künste in Berlin bei Otto Knille und in Kassel bei Louis Kolitz und studierte außerdem in München und Paris bei Jules-Joseph Lefebvre. Als er 1880 seine Laufbahn begann, wählte er in Erinnerung an den Fluss Warthe den Künstlernamen „Warthmüller“, auch zur Unterscheidung von den vielen Künstlern mit dem Namen Müller. Berühmt geworden, machte er 1892 seinen Künstlernamen zu seinem bürgerlichen Namen.
Die Meisterschaft Warthmüllers, die auch in zeitgenössischen Bildern und Porträts zum Ausdruck kam, wurde von Adolph von Menzel mit großem Interesse registriert. Seine Gemälde wurden zu Illustrationen von Zeitungen wie Die Gartenlaube verwendet, was sie zusätzlich bekannt gemacht hatte. Neben der Historienmalerei malte er Landschaftsbilder. Als Künstler gehört er in die Spätromantik, näherte sich aber in letzten Werken dem Impressionismus an.
Er schuf Miniaturen und arbeitete als Bildhauer, beispielsweise fertigte er eine Miniatur von Hans Joachim von Zieten. Werke von Warthmüller befinden sich unter anderem im Deutschen Historischen Museum in Berlin.
Warthmüller war verheiratet. Aus der Ehe gingen vier Kinder hervor, drei Töchter und der Sohn Hans Warthmüller (1890–1973), der Arzt wurde.

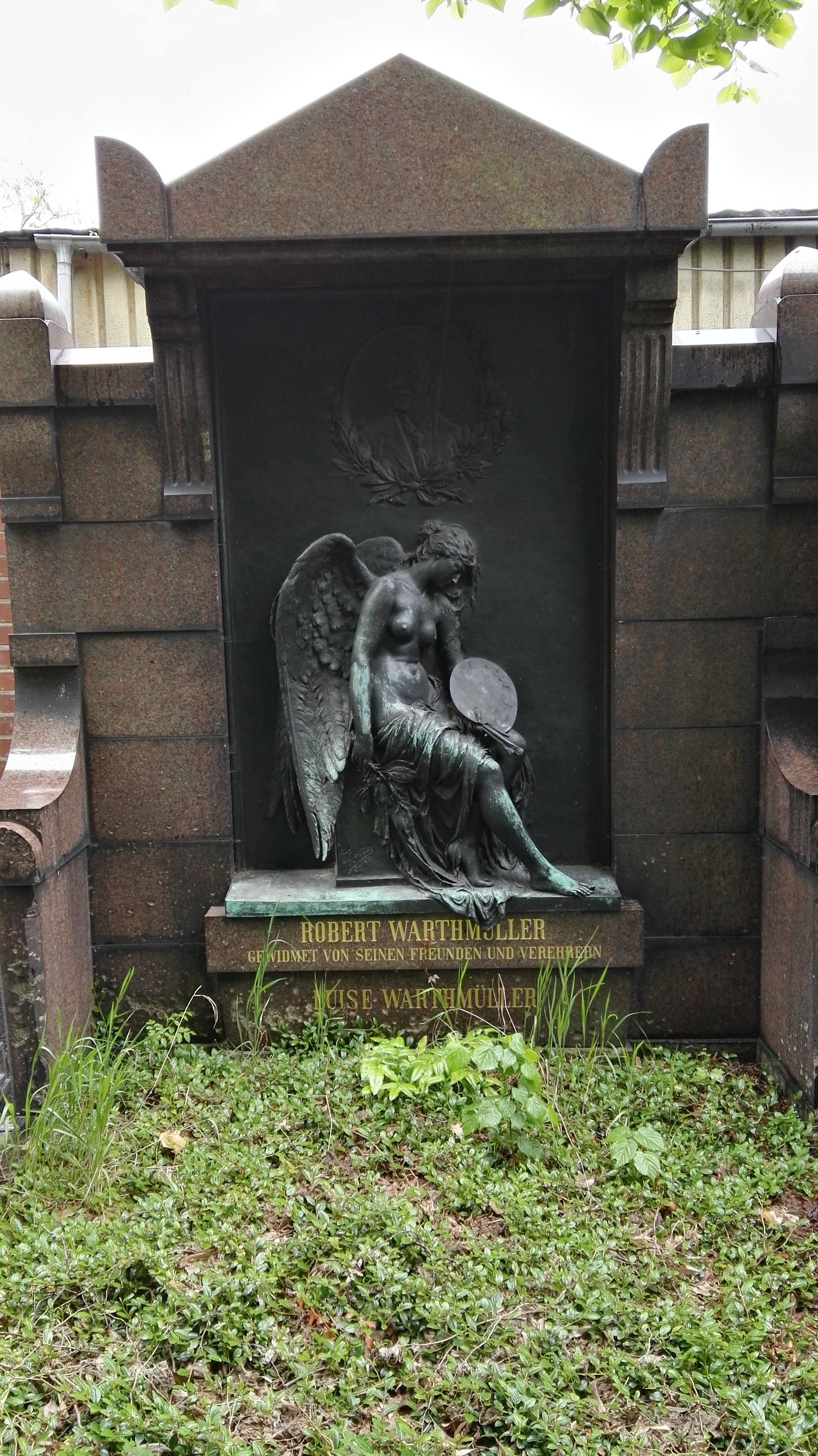
Das Grab von Robert Warthmüller mit dem von Ernst Herter geschaffenen Grabdenkmal

## Tod und Grabdenkmal
Unmittelbar nach seiner Berufung als Lehrer an die Hochschule für die bildenden Künste erlag Robert Warthmüller 1895 im Alter von 36 Jahren einer Blinddarmentzündung. Beigesetzt wurde der Maler auf dem Alten Zwölf-Apostel-Kirchhof in Schöneberg bei Berlin.
Für die Wandgrabanlage aus Klinkermauerstein mit einer Verkleidung aus rötlichem Granit schuf der Bildhauer Ernst Herter ein künstlerisch bemerkenswertes Grabdenkmal. Die eingelassene Bronzereliefplatte zeigt oben ein Medaillon mit dem Porträt des Toten. Unten tritt die Gestalt eines geflügelten, annähernd nackten weiblichen Genius mit gesenktem Haupt fast vollplastisch hervor, eine Farbpalette mit Pinsel in der linken, einen Lorbeerzweig in der rechten Hand haltend. Darunter befindet sich ein Scheinsarkophag, dessen Vorderseite die Grabinschriften aufweist und auf dem die Füße des Genius ruhen.
Die Familien Warthmüller und Herter waren befreundet und hatten einige Jahre im selben Haus in der (heute nicht mehr existierenden) Buchenstraße gewohnt, in der Nähe des Lützowplatzes im Berliner Stadtteil Tiergarten. Ernst Herters eigenes Grabmal auf dem Zwölf-Apostel-Kirchhof ist ebenfalls erhalten.
Nach seinem frühen Tod zeigte Nationalgalerie Berlin von April bis Mai 1896 eine Ausstellung seiner Werke. Darunter 69 Ölgemälde und 79 Ölstudien, Aquarelle und Zeichnungen, die er innerhalb von zehn Jahren geschaffen hatte.